# Патарени
Патарени — учасники патарії, релігійного руху збіднілих шарів міського населення Північної Італії, особливо Мілана, в XI—XIII століттях, одна з гілок катарів. Були винищені за папи Іннокентія III.